# World Long Gone
World Long Gone è un singolo del gruppo musicale statunitense Scars on Broadway, il secondo estratto dall'album in studio Scars on Broadway e pubblicato il 5 ottobre 2008.

## Tracce
Download digitale (Regno Unito)
1. World Long Gone – 3:16
2. World Long Gone (BBC Radio 1 Rock Session) – 3:14
3. World Long Gone (Video) – 3:26

CD promozionale (Europa, Stati Uniti)
1. World Long Gone (Clean Album Version) – 3:16
2. World Long Gone (Album Version) – 3:16 – assente nell'edizione statunitense

## Formazione
Gruppo
- Daron Malakian – voce, chitarra, basso, tastiera, organo, mellotron
- John Dolmayan – batteria

Altri musicisti
- Franky Perez – chitarra aggiuntiva
- Danny Shamoun – tastiera aggiuntiva

Produzione
- Daron Malakian – produzione
- Dave Schiffman – ingegneria del suono
- John Silan Cranfield – ingegneria del suono e montaggio aggiuntivi
- Ryan Williams – missaggio
- Eddy Schreyer – mastering
- Vartan Malakian – copertina